# Somatogyrus crassilabris
Somatogyrus crassilabris foi uma espécie de gastrópodes da família Hydrobiidae.
Foi endémica dos Estados Unidos da América.
O seu habitat natural foi rios.